# Imre Gedővári
Imre Gedővári (* 1. července 1951, Budapešť, Maďarsko – 22. května 2014, Gárdony) byl maďarský sportovní šermíř, který se specializoval na šerm šavlí.
Maďarsko reprezentoval v sedmdesátých a osmdesátých letech. Na olympijských hrách startoval v roce 1976, 1980 a 1988 v soutěži jednotlivců a družstev. V roce 1984 přišel o účast na olympijských hrách kvůli bojkotu. V soutěži jednotlivců získal na olympijských hrách 1980 bronzovou olympijskou medaili. V roce 1981 obsadil druhé místo na mistrovství světa v soutěži jednotlivců a v roce 1981 získal titul mistra Evropy. S maďarským družstvem šavlistů vybojoval na olympijských hrách jednu zlatou (1988)a jednu bronzovou (1980) olympijskou medaili. V roce 1978, 1981, 1982 vybojoval s družstvem titul mistra světa.